# Лырсы
Лырсы (хак. Ылырсы аалы) — аал в Аскизском районе Хакасии

## География
Находится в 70 км от райцентра — села Аскиз.
Расстояние до ближайшей ж.-д. станции Аскиз — 65 км.

## Население
| 2002 | 2010 |
| ---- | ---- |
| 108  | ↘60  |

Число хозяйств — 37, население — 102 чел. (01.01.2004), в основном, хакасы.

## Топографические карты
- Лист карты N-45-108 Вершина  Теи. Масштаб: 1 : 100 000. Состояние местности на 1989 год. Издание 1992 г.